# Amenofis I
Dyeserkara Amenhotep, también conocido como Amenhotep I o Amenofis I, es el segundo faraón de la dinastía XVIII de Egipto. Reinó de c. 1550 a 1530 a. C.

## Biografía

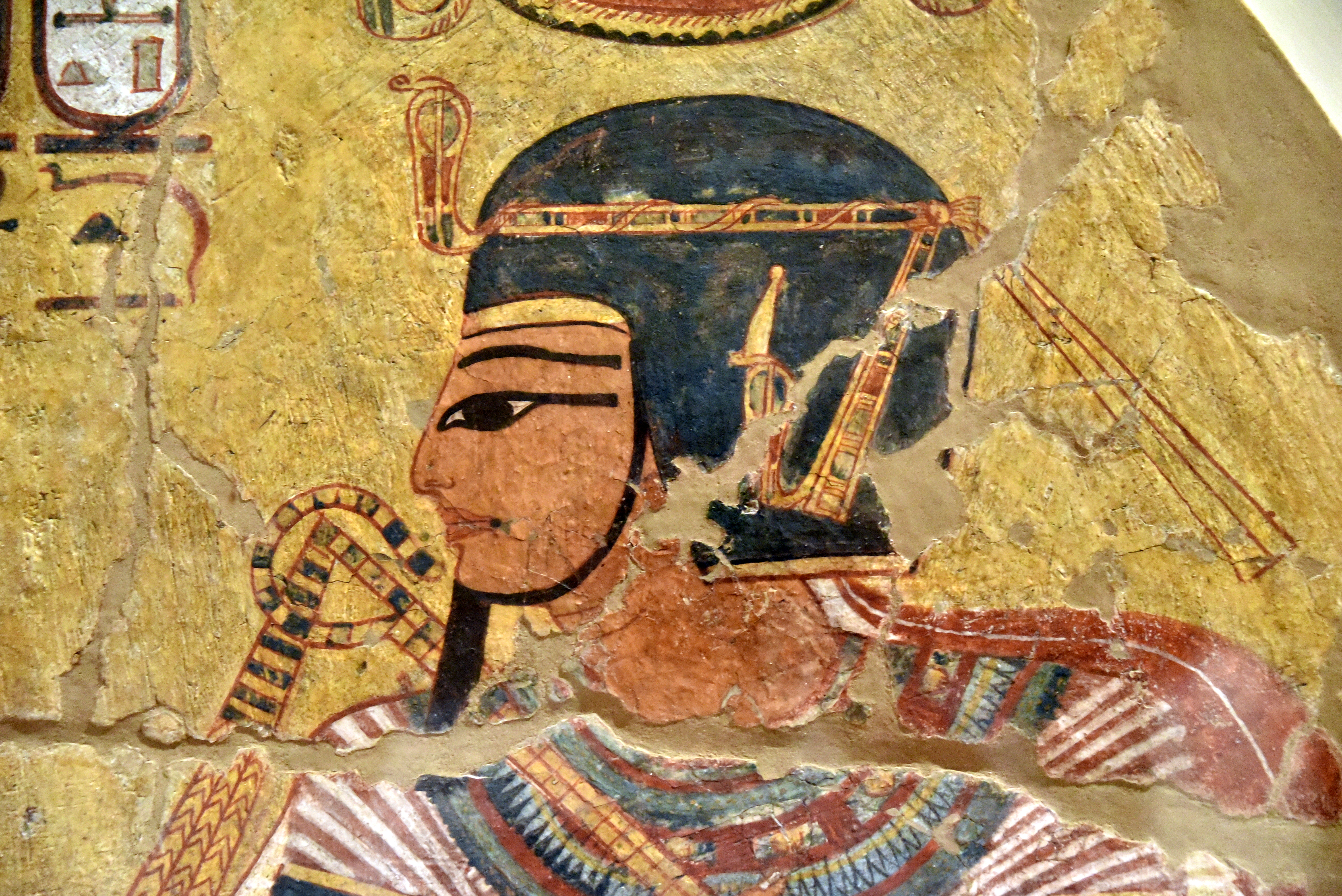
Representación de Amenhotep I de la Tumba TT359 en Deir el-Medina, Egipto, Nuevo Museo, Berlín

Como su padre, realizó generosas donaciones al dios Amón de Tebas, considerado el dios protector de la familia real y el promotor de la rebelión contra los hicsos.
Fue un monarca especialmente alabado por los constructores y llegó a ser deificado y adorado durante muchos años después por los artesanos y constructores de tumbas de Deir el-Medina, lo que ha hecho pensar que fue el verdadero fundador del Valle de los Reyes. Sin embargo, esto aún está por demostrar, pues no hay ninguna candidata seria a ser la tumba de Amenhotep I, ni en el Valle de los Reyes ni fuera de ella. Aun así, su momia fue hallada en el escondrijo DB320.
De su reinado se sabe menos que de otros gobernantes de la brillante Dinastía XVIII, pero se puede afirmar que fue una época tranquila en la que Egipto comenzó a abrirse al mundo y sus reyes comienzan a pensar en conquistas.
Este monarca solía ir siempre acompañado de su madre, la gran reina Ahmose-Nefertari, quedando en la sombra la gran esposa real y hermana del rey, Ahmose-Meritamón. Se cree que tuvo un solo hijo que murió en la infancia, aunque otras fuentes indican que no tuvo hijos.
Amenofis fue sucedido por Tutmosis I, aparentemente una figura militar de alto rango. No está aclarado si había parentesco entre ambos, aunque se ha sugerido que Tutmosis I era hijo del hermano mayor de Amenofis, Ahmés Sapair.

## Testimonios de su época

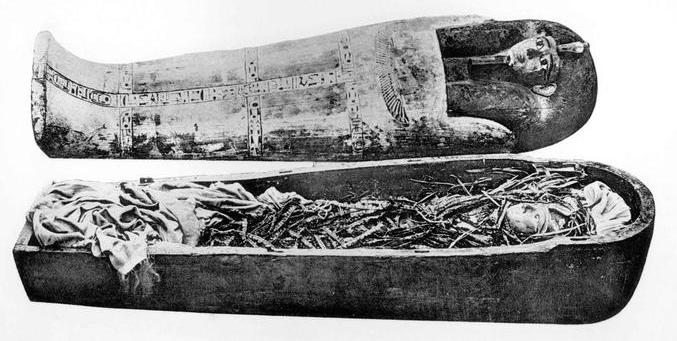
Momia y ataúd de Amenhotep I.

- Puerta en el templo de Karnak (Sethe)
- Inscripciones en bloques del templo de El Kab (Petrie: El Kab)
- Inscripción fechada del hijo de rey de Kush, Turi, en Uronarti (Sethe)
- Mencionado en la biografía de Ahmose Paennejeb, en El Kab (Sethe)

Amenhotep I y su madre Ahmose-Nefertari fueron venerados como deidades locales en la ciudad de Tebas.

## Titulatura
| Titulatura | Jeroglífico | Transliteración (transcripción) - traducción - (referencias) |

| G5 |

| G5 |

| E2 | G43 | D36 · I9 | N17 · N17 · N17 |

| E2 | G43 | D36 · I9 | N17 · N17 · N17 |

| E2 | G43 | D36 · I9 | N17 · N17 · N17 |

| E2 | G43 | D36 · I9 | N17 · N17 · N17 |

| G5 |

| G5 |

| E2 | G43 | D36 · I9 | N17 · N17 · N17 |

| E2 | G43 | D36 · I9 | N17 · N17 · N17 |

| E2 | G43 | D36 · I9 | N17 · N17 · N17 |

| E2 | G43 | D36 · I9 | N17 · N17 · N17 |

| G16 |

| G16 |

| O29 · n · r | H4 | G43 |

| O29 · n · r | H4 | G43 |

| G16 |

| G16 |

| O29 · n · r | H4 | G43 |

| O29 · n · r | H4 | G43 |

| G8 |

| G8 |

| V29 | M4 | M4 | M4 |

| V29 | M4 | M4 | M4 |

| G8 |

| G8 |

| V29 | M4 | M4 | M4 |

| V29 | M4 | M4 | M4 |

| N5 | D45 | D28 |

| N5 | D45 | D28 |

| N5 | D45 | D28 |

| N5 | D45 | D28 |

| N5 | D45 | D28 |

| N5 | D45 | D28 |

| N5 | D45 | D28 |

| N5 | D45 | D28 |

| N5 | D45 | D28 |

| N5 | D45 | D28 |

| N5 | D45 | D28 |

| N5 | D45 | D28 |

| N5 | D45 | D28 |

| N5 | D45 | D28 |

| N5 | D45 | D28 |

| N5 | D45 | D28 |

| i | mn · n | R4 · t · p |

| i | mn · n | R4 · t · p |

| i | mn · n | R4 · t · p |

| i | mn · n | R4 · t · p |

| i | mn · n | R4 · t · p |

| i | mn · n | R4 · t · p |

| i | mn · n | R4 · t · p |

| i | mn · n | R4 · t · p |

| i | mn · n | R4 · t · p |

| i | mn · n | R4 · t · p |

| i | mn · n | R4 · t · p |

| i | mn · n | R4 · t · p |

| i | mn · n | R4 · t · p |

| i | mn · n | R4 · t · p |

| i | mn · n | R4 · t · p |

| i | mn · n | R4 · t · p |